# Bukovka
Bukovka (en allemand : Bukowka) est une commune du district et de la région de Pardubice, en République tchèque. Sa population s'élevait à 424 habitants en 2024.

## Géographie
Bukovka se trouve à 13 km à l'est-sud-est de Chlumec nad Cidlinou, à 14 km au nord-ouest de Pardubice, à 19 km au sud-ouest de Hradec Králové et à 85 km à l'est de Prague.
La commune est limitée par Kasalice et Křičeň au nord, par Lázně Bohdaneč à l'est, par Neratov et Přelovice au sud, et par Vlčí Habřina et Rohovládova Bělá à l'ouest.

## Histoire
La première mention écrite du village date de 1400.

## Administration
La commune se compose de deux sections :
- Bukovka
- Habřinka

## Transports
Par la route, Bukovka se trouve à 12 km de Přelouč, à 15 km de Pardubice et à 98 km de Prague. 